# Horticja
Horticja (ukrajinsko Хортиця, latinizirano: Hortycja) je največji otok na reki Dneper, dolg 12,5 km in širok do 2,5 km. Otok je del Narodnega parka Horticja v širše okolice mesta Zaporožje, Ukrajina.  
Otok je imel pomembno vlogo v zgodovini Ukrajine, še posebej v zgodovini Zaporoških kozakov. Otok ima edinstveno floro in favno, vključno s hrastovimi nasadi, smrekovimi gozdovi, travniki in stepo. Severni del otoka je zelo skalnat in se dviga 30 m nad rečno glsdino. Južni del otoka je nizek in ga pogosto poplavljajo vode Dnepra. 

## Geografija
Zaporožje (dobesedno »onkraj brzic«) je ozemlje dolvodno od devete  Dneprove brzice. Ko je bila v 30. letih dvajsetega stoletja zgrajena hidroelektrarna Dneper, so bile te brzice poplavljene. Nad vodno gladino so ostale samo granitne pečine, visoke do 50 m. 

## Zgodovina
Horticja je neprekinjeno naseljena zadnjih pet tisočletij. Znake intenzivne poselitve v praindoevropskem in skitskem obdobju  kažejo tudi drugi otoki v njeni neposredni bližini. Otok Mala Horticja je znan po skitskih ostankih in zapuščeni kozaški trdnjavi. Otoček Sredeni Stih severovzhodno od Horticje, arheološko raziskan med gradnjo hidroelektrarne leta 1927, je dal ime kulturi srednji stog. 
V zgodnjem srednjem veku je bila Horticja ključno središče trgovske poti iz med Skandinavijo in Bizantinskim cesarstvom. Bizantinski cesar Konstantin VII. Porfirogenet v svoji razpravi De administrando imperio omenja otok sv. Jurija neposredno nizvodno od brzic in poroča, da so bili Rusi med prehodom skozi brzice lahek plen nomadskih Pečenegov. Kneza Kijevske Rusije Svjatoslava I. so leta 972 med poskusom prečkanja brzic napadli in ubili. 
Najzgodnejši zapis o trdnjavi, znani kot seč, pravi, da se je nahajala na otoku Mala Horticja in jo je ustanovil volinski knez Dmitro Višnevecki. Otok Mala Horticja je 20-krat manjši od Horticje. Prva Hortiška seč je obstajala šest let (1552–1558). V Zaporožju je bilo nizvodno še nekaj drugih seči: Bazavluk (1593–1630), Kamin (1709–1711), Oleškiv (1711–1734), Pidpilna (1734–1775) in druge. Vse seči so bile zgrajene na prehodih preko Dnepra. Najbolj znana je bila Zaporoška seč. Upor, ki ga je vodil Bogdan Hmelnicki, se je začel v Mikitinski seči leta 1648. Legende pravijo, da so kozaki na Horticji napisali zloglasni odgovor zaporoških kozakov Mehmedu IV., sultanu Osmanskega cesarstva. 
Leta 1775 je ruski general Tekeli po ukazu Katarine Velike uničil Zaporoško Seč, kar je povzročilo razselitev Zaporoških kozakov. Veliko se jih je naselilo ob reki Kuban v Zakavkazju. Ti kozaki so postali znani kot Kubanski kozaki. Del Zaporoških kozakov je pobegnil čez Donavo in se naselil  ob izlivu reke Donave. Slednji so postali vazali osmanskega sultana.  
Leta 1830 se je veliko Zaporoških kozakov preselilo na obalo Azovskega morja med Mariupolom in Berdjanskom in ustanovilo novo seč. Zadnji ataman Zaporoške Seči, Petro Kalniševski, je bil zaprt  v samostanu na otoku Solovecki. Po 25  letih zapora je bil pri 85 letih izpuščen in umrl skoraj slep, star 113 let. 
Leta 1789 je carica Katarina II. povabila menonite iz baltskega pristaniškega mesta Gdansk (Danzig), da ustanovijo naselbine v prostranih stepah Ruskega imperija. Eno od njihovih naselij je bilo na otoku Horticja. Menoniti so kmetovali na bogati otoški zemlji in trgovali z lesom z otoka. Leta 1916 so menonitski kolonisti otok Horticja prodali mestnemu svetu Aleksandrovska. 
Leta 1965 je bil otok Horticja razglašen za zgodovinski in kulturni rezervat. Leta 1974 je bil ustanovljen Državni zgodovinski in kulturni rezervat Dneperske brzice. Vanj so bili vključeni Horticja, sosednji otoki in skale ter del desnega brega Dnepra. Skupna površina rezervata je 2359 ha. Rezervat je leta 1993 dobil nacionalni status.

## Narodni rezervat
Večji del rezervata (zgodovinski park) pokriva Muzej Zaporoških kozakov, ki vključuje razstavo kozaških konj. Muzejska stavba je sodobna, ugnezdena nizko v pokrajino z dramatičnim pogledom na hidroelektrarno Dneper na severu. Muzej je bil odprt oktobra 1983 kot Muzej zgodovine Zaporožja. Muzejski projekt sta odobrila Ministrstvo za kulturo in Deržbud Ukrajine decembra 1970. Razstavna površina muzeja je na 1.600 m2 površine prikazovala naslednje teme: Horticija v starih časih, zgodovina Zaporoških kozakov in zgodovina Zaporožja v času izgradnje socializma. 
V muzeju so štiri diorame: "Bitka na brzicah pri Svjatoslavu" (avtor M. Oviečkin), "Upor obubožanih kozakov v Zaporoški Seči leta 1768" (M. Oviečkin), "Gradnja HES Dneper" (V. Trocenko) in "Nočna nevihta v mestu Zaporožje oktobra 1943" (M. Oviečkin). Del muzeja je tudi Zaporoški hrast na Zgornji Horticji. Leta 1992 je bila muzejska razstava prenovljena. 
Muzej vsebuje eksponate od kamene dobe prek skitskega obdobja (okoli 750–okoli 250 pr. n. št.) do 20. stoletja. 

## Vira
- Bürgers, Jana (2006). »Mythos und Museum. Kosakenmythos und Nationsbildung in der postsowjetischen Ukraine am Beispiel des Kosakengeschichtsmuseums auf der Insel Chortycja«.  V Pietrow-Ennker, Bianka (ur.). Kultur in der Geschichte Russlands (v nemščini). Göttingen: Vandenhoeck & Ruprecht. ISBN 3-525-36293-5.
- Ganzer, Christian (2005). Sowjetisches Erbe und ukrainische Nation. Das Museum der Geschichte des Zaporoger Kosakentums auf der Insel Chortycja. Soviet and Post-Soviet Politics and Society (v nemščini). Zv. 19. Preface by Frank Golczewski. Göttingen: Vandenhoeck & Ruprecht. ISBN 3-89821-504-0.